# برامج التعرف على الطفل الماسونية
برامج التعرف على الطفل الماسونية (CHIP) هي مبادرة خيرية من قبل المحافل الماسونية في أمريكا الشمالية للمساعدة في الكشف عن هوية الأطفال المفقودين واستعادتهم . يتم دعم برامج CHIP بصورة نقدية على مستوى جراند لودج ، ويعمل بها متطوعون من نزل تابعة لها بالإضافة إلى متخصصين في إنفاذ القانون وطب الأسنان.
تتيح برامج CHIP للوالدين الفرصة لإنشاء مجموعة من مواد التعريف الخاصة بطفلهم مجانًا. تحتوي المجموعة على بطاقة بصمات الأصابع ، و والوصف الجسدى ، و فيديو ، و قرص كمبيوتر ، و قرص DVD للطفل ، و بصمة الأسنان ، و عينة من الحمض النووي. والغرض من هذه المجموعة هو توفير المعلومات الهامة لعامة الشعب ولإنفاذ القانون في حالة فقدان الطفل. وقد تم الإشادة بالبرنامج من قبل المركز الوطني للأطفال المفقودين والمستغلين.
يتضمن شريط الفيديو أو قرص الفيديو الرقمي (DVD) ، بالإضافة إلى التقاط المظهر والصوت ، أسئلة مصمّمة بحسب الفئة العمرية للطفل ويمكن أن يساعد في العثور على الأطفال الذين قد يكونون مفقودين لأسباب أخرى إلى جانب الاختطاف.
تمت الإشارة إلى برنامج الكشف عن هوية الطفل الماسوني من قِبل وكالات تطبيق القانون المحلية والوطنية كنموذج لإنشاء هذه الخدمة. والفرق بين برامج CHIP  وغيرها من البرامج هو أن الوكالات المحلية ووكالات إنفاذ القانون تضع عادة جميع البيانات التي يتم جمعها (بما في ذلك بصمات الأصابع) في قاعدة بيانات. يعمل برنامج الكشف عن هوية الطفل الماسوني بسرية تامة ، حيث يتم إزالة جميع البيانات الموجودة على أجهزة الكمبيوتر المحمولة من الأنظمة فور كتابة بيانات الفيديو الرقمي (DVD). إذا تم فقد قرص DVD أو مقطع فيديو بواسطة أحد الوالدين أو الوصي ، فيمكنهم ببساطة إنشاء فيلم آخر مجانًا عن طريق حضور حدث آخر من أحداث الكشف عن هوية الطفل الماسوني.
```
Smart، Reginald G.؛ Butters، Jennifer E.؛ Mann، Robert E.؛ Frise، Peter (2005-04-11). "Vehicle Type and Road Rage". SAE Technical Paper Series. 400 Commonwealth Drive, Warrendale, PA, United States: SAE International. doi:10.4271/2005-01-0429.
```